# Robert Lowry (Schriftsteller)
Robert Lowry (* 29. März 1919 in Cincinnati, Ohio; † 5. Dezember 1994 ebenda) war ein US-amerikanischer Schriftsteller. Er war mit dem von ihm begründeten Little Man Magazin und seinen Werken wichtiger Inspirator und Quelle der amerikanischen Nachkriegsliteratur und der Beat Generation.

## Leben

### Jugend
Bereits als Kind schrieb Lowry angeregt von Pulp-Magazinen der Depressionszeit Kurzgeschichten, die in der lokalen Presse veröffentlicht wurden. Als Student der University of Cincinnati gründete Lowry 1938 das Literaturmagazin Little Man. Bevor das erste Heft im Druck erschien, begab sich Lowry zusammen mit einer verheirateten Kommilitonin on the road quer durch die USA. Über Arkansas und Texas trampte er alleine weiter nach New York, wo er sich als Schriftsteller etablieren wollte.

### Little Man I
Fast verhungert kehrte er wenige Monate später wieder nach Cincinnati zurück, brach sein Studium ab und gründete mit einer gebrauchten Handpresse den Little Man Verlag, in dem fortan das gleichnamige Magazin erschien. Er gewann James Flora – später berühmter Gestalter von Jazzplatten-Cover und Kinderbuchautor – als Designer und Illustrator. Neben bereits etablierten und berühmten Schriftstellern wie William Saroyan, Jesse Stuart und Weldon Kees veröffentlichte Lowry im Little Man auch unbekannte Autoren und eigene Werke. Ein Originalmanuskript, das ihm Henry Miller schickte, lehnte der 19-jährige Lowry ab, weil es seinen Qualitätsansprüchen nicht genügte.

### Wehrdienst
1942 wurde Lowry zur Armee eingezogen und musste den Little Man einstellen. Neben einer Vielzahl von Kurzgeschichten, die er in San Severo und Bari in Italien, drucken ließ, entstand auch die erste Fassung des autobiographischen Romans The Big Cage. Gegenüber Jack Kerouac beschwerte sich Lowry später, dass dieser The Big Cage niemals als Vorbild für On the Road (deutsch: Unterwegs) gewürdigt hat.

### New York
Nach dem Krieg zog Lowry nach New York und arbeitete zunächst als Buchdesigner für New Directions, wo auch sein erster Roman, Casualty (deutsch: Die falsche Sanftmut des Schnees, Hamburg, 1996), erschienen ist. Nach ersten Erfolgen wurde Lowry ein gefürchteter Kritiker unter anderem für das Time Magazine.
Lowry's Veröffentlichungen, die immer wieder an Tabus rührten und Themen wie Rassismus, Homosexualität, Vergewaltigung und Abtreibung aufgriffen, werden von Kollegen gerühmt, von Kritikern kontrovers diskutiert und von konservativen Organisationen heftig angegriffen.

### Zusammenbruch
Aus bis heute nicht ganz geklärten Gründen wurde Lowry 1952 von seiner damaligen Frau in die Psychiatrie eingewiesen und mit 22 Elektroschocks behandelt. Von diesem Zeitpunkt an entwickelte sich Lowry zum Drehtürpatienten. Trotz der negativen Folgen seiner Therapie, die vor allem aus Psychopharmaka und Insulinschocks bestand, vollendete Lowry noch zwei Romane und mehrere Bände mit Kurzgeschichten. Sein letzter Roman Prince of Pride Starring (deutsch: Lebendig begraben, Hamburg, 1997), der humorlose Vorgänger von Ken Keseys Einer flog über das Kuckucksnest, wurde von seinem Verleger unter dem Vorwurf des Antisemitismus abgelehnt.

### Little Man II
Lowry versuchte ab 1958 sein vielgerühmtes Little Man Projekt wiederzubeleben. Seine hektographierten Pamphlete, die er unter einer Vielzahl von Namen fast täglich herausgab, reichten aber weder formal noch inhaltlich an die frühen Little Man heran. Einzig die Vorabveröffentlichung aus Jack Kerouacs Some of the Dharma hinterließ Spuren in der Fachliteratur.

### Unten
Nach der Scheidung von seiner dritten Frau ohne jegliche Einkommensquelle, zog Lowry 1962 wieder zu seiner Mutter nach Cincinnati. Eine vierte Ehe dauerte nur wenige Monate, und nach dem Tod seiner Mutter und dem Verkauf des Elternhauses lebte Lowry von einer kleinen Sozialrente in billigen Absteigen.

### Ende
Bis zu seinem Lebensende bemühte sich Lowry weiter um einen neuen Verleger.
Durch den Antiquar Nicky Drumbolis in Toronto, der Ende der 80er einige kleine Heftchen von Lowry herausgab, wurde Michael Montfort auf Lowry aufmerksam.
Michael Montfort besuchte Lowry 1994 zusammen mit Matthias Matussek, der für Der Spiegel über den in Deutschland unbekannten Lowry berichtete. Infolge von Montforts Bemühungen wurden seit 1996 drei Romane und zwei Bände mit Kurzgeschichten erstmals ins Deutsche übersetzt und veröffentlicht. Bevor Lowry aber noch den ersten Scheck aus Deutschland einlösen konnte, starb er am 5. Dezember 1994 völlig verarmt an einer Lungenentzündung.

## Werke
(Auswahl)
- Defense in University City, Erzählung, Cincinnati, Little Man, 1939 (erschienen unter dem Pseudonym James Caldwell)
- Hutton Street, Erzählungen, Cincinnati, Little Man, 1940
- Casualty, Roman, New York, New Directions, 1946
- Find Me in Fire, Roman, New York, Doubleday, 1948
- The Big Cage, Roman, New York, Doubleday, 1949
- The Wolf That Fed Us, Erzählungen, New York, Doubleday, 1949
- Don Quixotes Without Windmills, Essay, in: American Mercury, Concord, NH und New York, 1950
- Gesetz und Ordnung, in: Das Lot, Nr. VI, Karl H. Henssel Verlag, Berlin, Juni 1952 (Übersetzung von "Law and Order" bzw. "Happy New Year, Kamerades!" von Alexander Koval)
- The Violent Wedding, New York, Doubleday, 1953
- Happy New Year, Kamerades!, New York, Doubleday, 1954
- What's Left of April, New York, Doubleday, 1956
- The Last Party, New York, Popular Library, 1956
- Bluthochzeit in Chicago, in: Perspektiven No. 15, Frankfurt, S. Fischer Verlag, 1956 (Übersetzung der Reportage "Blood Wedding in Chicago" von Walter Hasenclever)
- New York Call Girl, New York, Doubleday, 1958
- Robert Lowry's Book U.S.A. #1, New York, Robert Lowry, 1959 (darin Auszug aus Jack Kerouac's "Some of the Dharma")
- New World No. 1, New York, Robert Lowry, 1958 (darin unveröffentlichter Brief von Jack Kerouac)
- Zeitgeist International No. 3, New York, Robert Lowry, 1958 (darin Jack Kerouac: Two Dreams from my Book of Dreams, Gregory Corso: Lines from a Letter, Harold Chumbly: A Poem)
- Ernest Hemingway and the Beat Generation, in: New Little Man No. 9, New York, Robert Lowry, 1958
- The Prince of Pride Starring, Cincinnati, National Genius Books (i. e. Robert Lowry), 1959
- Party of Dreamers, New York, Fleet, 1962
- Die falsche Sanftmut des Schnees (Casualty), Roman, Hamburg, Rogner & Bernhard, 1996
- Tag, Fremder (The Violent Wedding), Roman, Hamburg, Rogner & Bernhard, 1996
- Lebendig begraben (The Prince of Pride Starring), Roman, Hamburg, Rogner & Bernhard, 1997
- Aufenthalt in El Paso, Erzählungen, Hamburg, Rogner & Bernhard, 1997
- The Little Man Stories, Erzählungen, Augsburg, Maro, 2003
- It'll Make a Man Out of You - The Mary Beth Stories of Robert Lowry, Roth, Heinz Wohlers, 2004
- Das macht dich zum Mann - Die Mary Beth Storys von Robert Lowry, Augsburg, Maro, 2005